# Odorant
Odorant (łac. odor, zapach) – dowolna substancja mająca zapach, niezależnie od tego, czy wydaje się on przyjemny, czy nie. W inżynierii środowiska odorantami określa się (według normy PN-EN 13725:2007) wszystkie zanieczyszczenia zawarte w powietrzu, które pobudzają komórki nerwowe nabłonka węchowego. Wynikiem pobudzenia jest wrażenie zapachu – przyjemne lub nieprzyjemne. Wszystkie zapachy mogą być wrażeniami niepożądanymi, gdy są obce dla danego środowiska. Rodzaj emocji, związanych z odbiorem zapachu, określa tzw. jakość hedoniczna. 

## Nomenklatura
Szczególnym rodzajem odorantów są nawaniacze. Są to substancje o silnym, nieprzyjemnym zapachu (ostrzegawczym) a stosowane są, na przykład, do nawaniania gazu ziemnego. Powszechnie stosowanym nawaniaczem gazu jest tetrahydrotiofen (THT). Odoranty o nieprzyjemnym zapachu (generujące odory) bywają określane jako substancje odorotwórcze, odorogenne i złowonne. Termin „substancja zapachowa” dotyczy związków, które są stosowane do produkcji środków zapachowych. Większość z nich ma zapach przyjemny.